# محمدعلی ذاکر
محمدعلی ذاکر(۱۳۲۹ گرگان-) سرپرست وزارت صنایع و معادن در دولت نخست مهندس موسوی است.
محمدعلی ذاکر ۸ برادر و خواهر داشت که برخی از آنها مانند ابراهیم قبل و بعد از انقلاب عضو ارشد سازمان مجاهدین خلق ایران بود و برخی نیز مانند محمدجعفر ذاکر در سمت مسئول اطلاعات سپاه آذربایجان و دانشجویان پیرو خط امام در قضیه گروگان‌گیری در سفارت ایالات متحده آمریکا حضور داشت. از دیگر اعضای خانواده او که عضو سازمان مجاهدین خلق ایران جلال و حوریه و محمود ذاکر می‌توان نام برد. خوریه ذاکر و مادر محمدعلی ذاکر به اتهام عضویت در این سازمان اعدام شدند.
محمدعلی ذاکر در سال ۱۳۵۴ از دانشکده پلی‌تکنیک در رشته مهندسی مکانیک فارغ‌التحصیل شد. او بین سال‌های ۵۸ تا ۶۸ در وزارت صنایع در سمت‌های مختلفی از سرپرستی وزارت خانه تا معاونت برنامه‌ریزی، صنایع فلزی، حقوقی و پارلمانی، امور مجلس و استان‌های وزارت صنایع را به عهده داشت. همچنین ذاکر از سال ۶۸ تا ۱۳۷۲ مدیر صنایع موشکی کشور بود.